# Marina Wassiljewna Tschernoussowa
Marina Wassiljewna Tschernoussowa (russisch Марина Васильевна Черноусова; * 12. Mai 1983) ist eine russische Skilangläuferin.

## Werdegang
Tschernoussowa nimmt seit 2007 vorwiegend am Skilanglauf-Eastern-Europe-Cup teil. Dabei erreichte sie bisher neun Podestplatzierungen, darunter ein Sieg. In der Saison 2007/08 belegte sie den ersten Platz und in der Saison 2012/13 den zweiten Rang in der Cupgesamtwertung. Ihr erstes von bisher 11 Weltcupeinzelrennen lief sie im Dezember 2007 in Rybinsk, welches sie auf dem 33. Platz im 15-km-Massenstartrennen beendete. Im folgenden Jahr holte sie in Kuusamo mit dem 24. Rang über 10 km klassisch ihre ersten Weltcuppunkte. Bei der Winter-Universiade 2009 in Yabuli gewann sie im 10-km-Skiathlon die Silbermedaille und im 15-km-Massenstartrennen und mit der Staffel die Goldmedaille. Im August 2013 siegte sie beim Kangaroo Hoppet über 42 km Freistil. In der Saison 2014/15 erreichte sie in Rybinsk mit dem 14. Platz über 10 km Freistil ihre bisher beste Platzierung im Weltcup. Anfang Januar 2018 und 2020 gewann sie den Vasaloppet China über 50 km klassisch.

## Erfolge

### Siege bei Continental-Cup-Rennen
| Nr. | Datum             | Ort            | Disziplin       | Serie              |
| --- | ----------------- | -------------- | --------------- | ------------------ |
| 1.  | 20. Februar 2008  | Rybinsk        | 15 km Freistil  | Eastern-Europe-Cup |
| 2.  | 7. Februar 2020   | Syktywkar      | 10 km Freistil  | Eastern Europe Cup |
| 3.  | 28. November 2020 | Werschina Tjoi | Sprint Freistil | Eastern Europe Cup |

### Siege bei Skimarathon-Rennen
- 2013 Kangaroo Hoppet, 42 km Freistil
- 2018 Vasaloppet China, 50 km klassisch
- 2020 Vasaloppet China, 50 km klassisch

### Skilanglauf-Eastern-Europe-Cup-Gesamtplatzierungen
| Saison  | Punkte | Platz |
| ------- | ------ | ----- |
| 2007/08 | 323    | 1.    |
| 2008/09 | 72     | 52.   |
| 2009/10 | 179    | 11.   |
| 2012/13 | 512    | 2.    |
| 2013/14 | 123    | 21.   |
| 2014/15 | 165    | 21.   |
| 2016/17 | 28     | 99.   |
| 2017/18 | 229    | 8.    |
| 2018/19 | 233    | 8.    |
| 2019/20 | 356    | 5.    |
| 2020/21 | 358    | 6.    |